# .mc
.mc là tên miền quốc gia cấp cao nhất (ccTLD) của Monaco.

## Các tên miền cấp 2
Đăng ký trực tiếp ở cấp 2, hoặc dưới các tên miền sau:
- .tm.mc: thương hiệu đăng ký (đăng ký ở Monaco hay toàn cầu với WIPO)
- .asso.mc: hiệp hội (phải ở Monaco)

Đăng ký cấp 2 cần phải có đăng ký công ty ở Monaco